# Une femme libre
Pour les articles homonymes, voir Une femme libre (homonymie).
Une femme libre est une pièce de théâtre en trois actes d’Armand Salacrou, créée le 4 octobre 1934 au Théâtre de l'Œuvre.

## Théâtre Saint-Georges,1949
- Mise en scène : Jacques Dumesnil
- Personnages et interprètes :
  - Lucie Blondel : Sophie Desmarets
  - Tante Adrienne : Jeanne Lion
  - Célestine : Germaine Engel
  - Paul Miremont : Jacques Dumesnil
  - Jacques Miremont : Yves Robert
  - Cher Ami : Claude Nicot
  - Max : Jean-Claude Michel
  - Un encaisseur du gaz : Pierre Regy
  - Un jeune homme : Robert Durran